# Lucia Brunacci

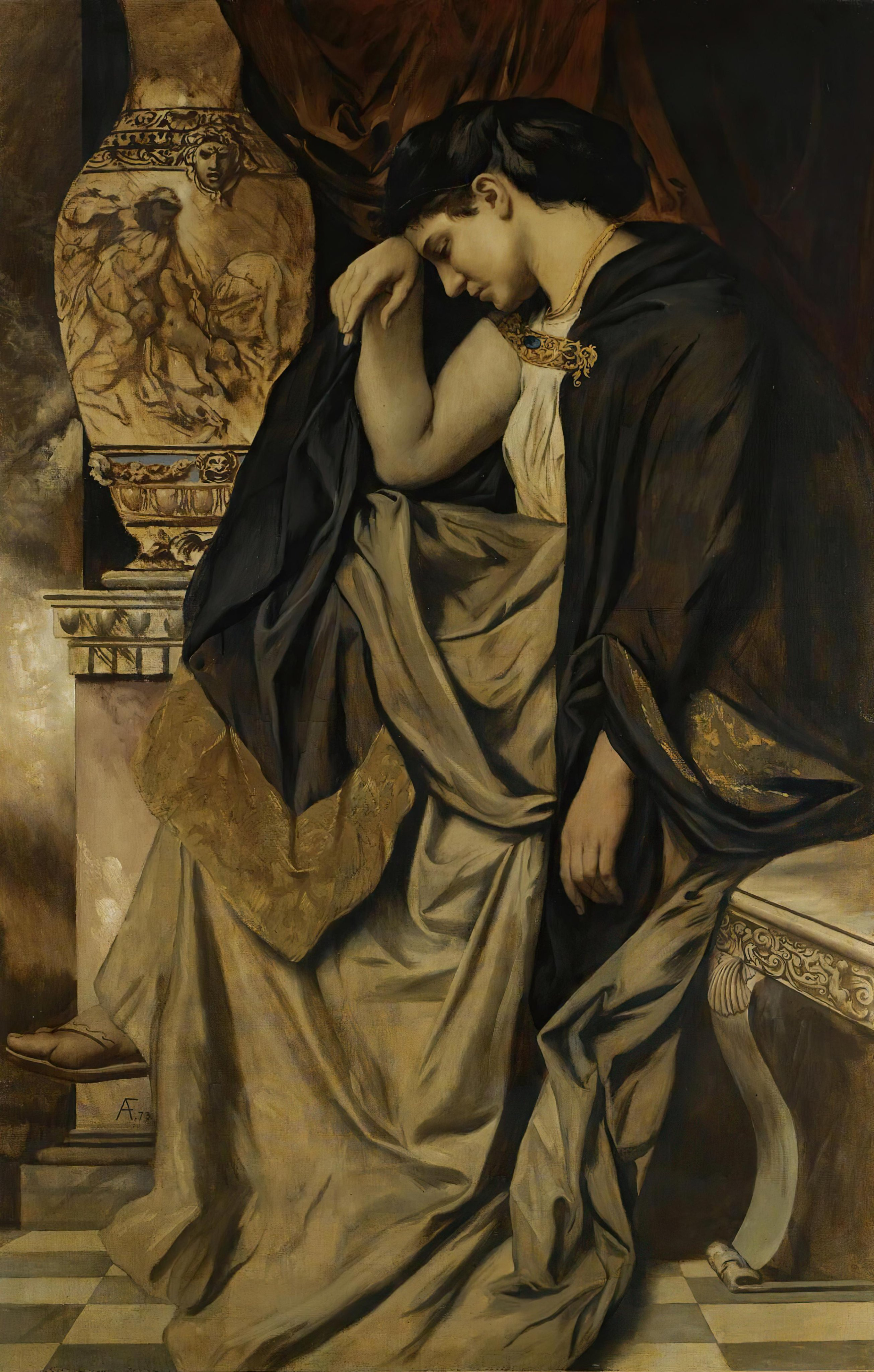
Lucia Brunacci 1873 als Medea an der Urne, Kunsthistorisches Museum

Lucia Brunacci (* 1848 in Rom; † 25. März 1931 ebenda) war ab 1867 Modell sowie bald Muse und Geliebte des deutschen Malers Anselm Feuerbach in Rom. Nach Anna Risi war sie dort dessen zweites und letztes Modell. Beide Frauen regten Feuerbachs künstlerische Aktivität an, mit beiden realisierte er seine berühmtesten Schöpfungen.

## Leben

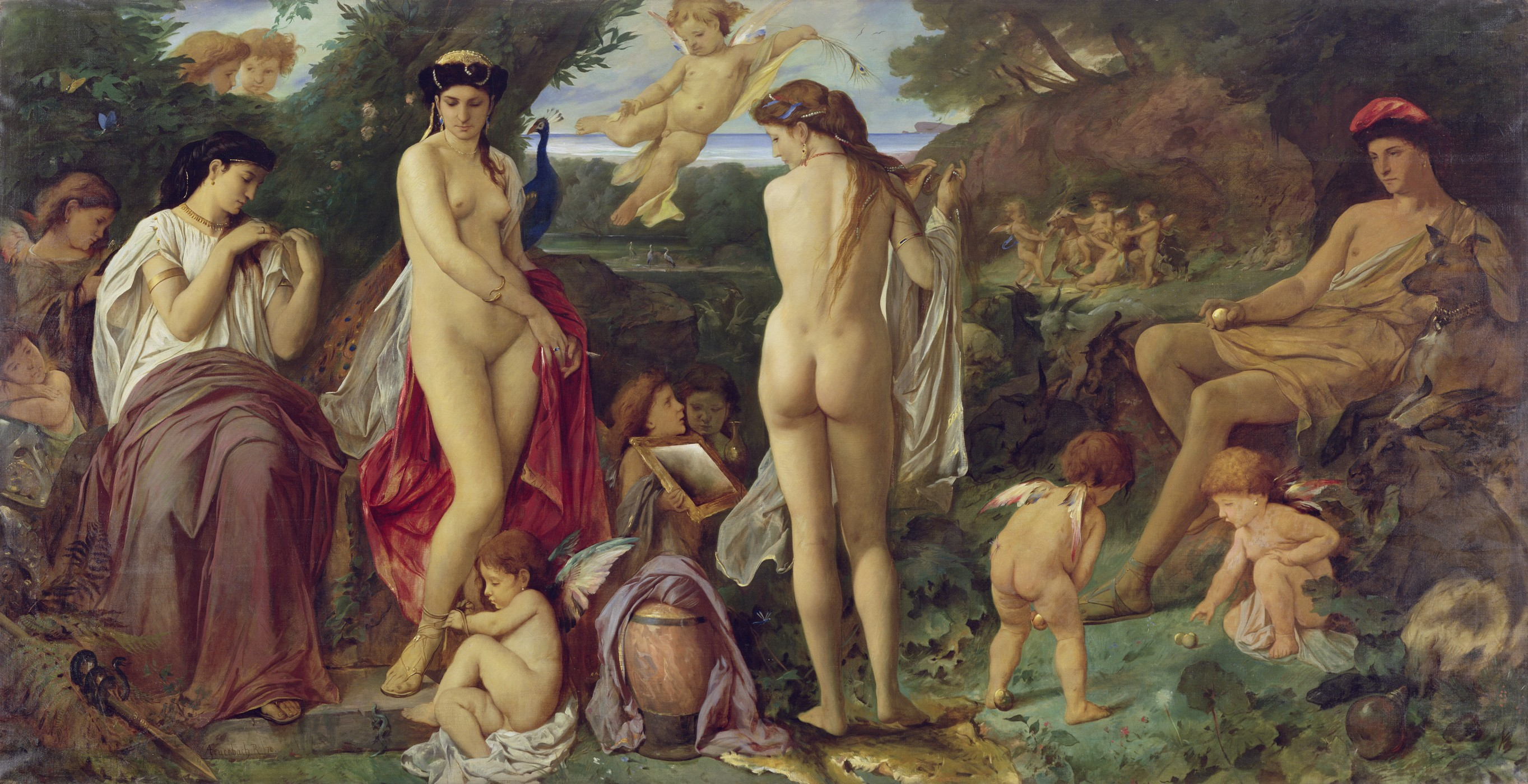
Das Urteil des Paris, Hamburger Kunsthalle

Brunacci wuchs als Tochter des Gastwirts Giuseppe Brunacci im römischen Stadtteil Trastevere auf. Als Minderjährige wurde sie am 9. November 1865 mit Cesare Preti verheiratet, dem „oft betrunkenen“ Besitzer einer Taverne in der römischen Via dei Greci. Das Paar bekam Zwillinge, die nach Romulus und Remus auf die Namen Romulo und Remo getauft wurden. Ihren Sohn Remo durfte sie behalten, während Romulo zu Verwandten gegeben werden musste, wo er früh verstarb.

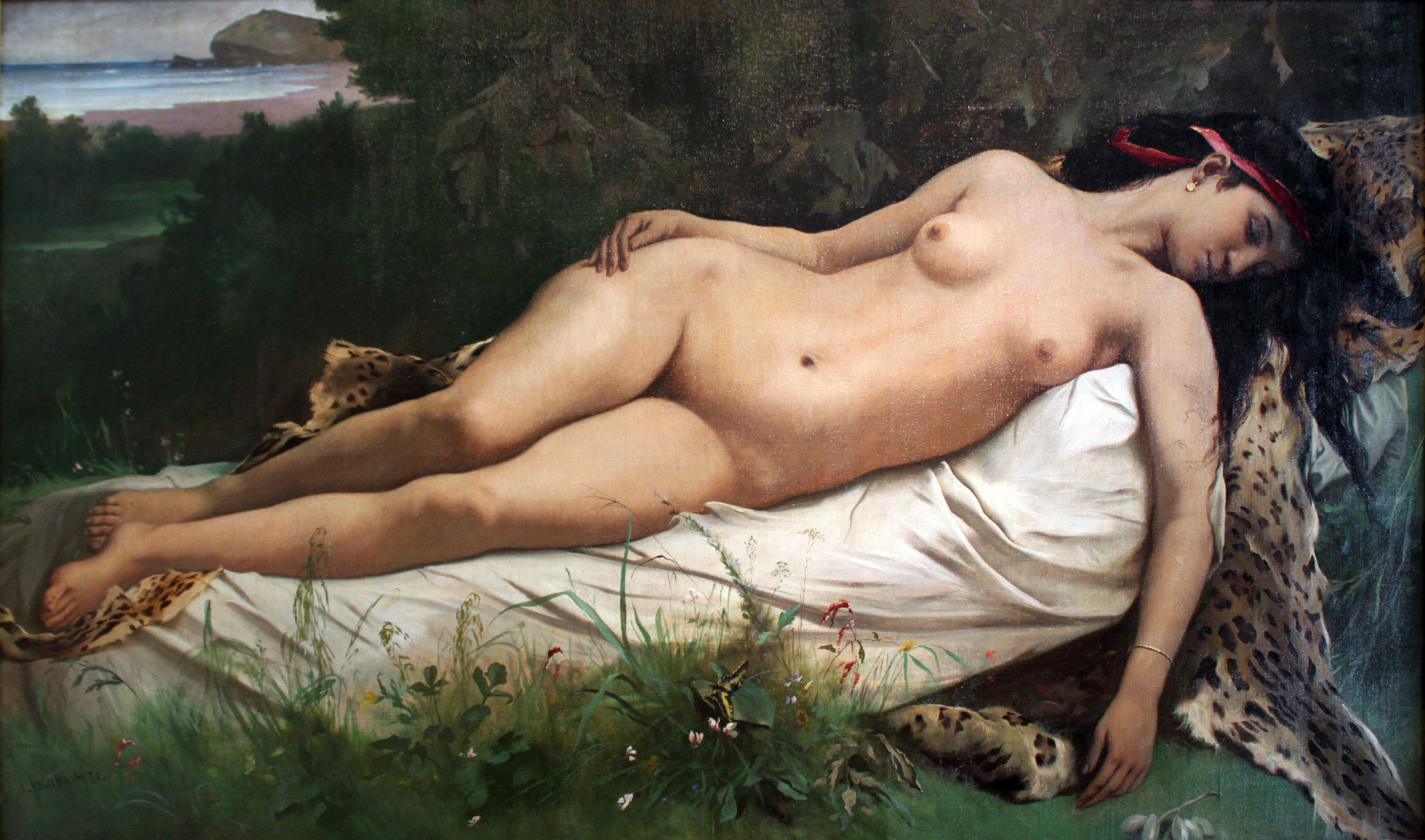
Ruhende Nymphe, Germanisches Nationalmuseum

Ende des Winters 1866/67 bekam sie von einem Bekannten die Mitteilung, dass der deutsche Maler Anselm Feuerbach sie und ihren Sohn auf der Piazza Barberini entdeckt habe und sie gegen ein Honorar als Modell in seinem Atelier zu sehen wünsche. Um mit dem Geld die Amme Remos bezahlen zu können, ging sie dorthin, ohne Anmeldung. Feuerbach öffnete ihr nicht, aber am nächsten Tag besuchte er sie in ihrer Wohnung, verabredete ein Treffen und ein Klopfzeichen für sein Atelier in der Via S. Nicola da Tolentino 2.
Brunacci gefiel ihm, weil sie sein Schönheitsideal erfüllte. Sie hatte ebenmäßige klassische Gesichtszüge und volles schwarzes Haar. Im Vergleich zu Anna Risi, seiner „Nanna“, die ihn im Herbst 1865 wegen eines reichen Engländers verlassen hatte, war sie weicher in den Formen, weniger heroisch im Ausdruck. Er erklärte ihr, dass er sie für immer als Modell behalten wolle, wenn sie ihm verspreche, keinem anderen Maler als Modell zu dienen.

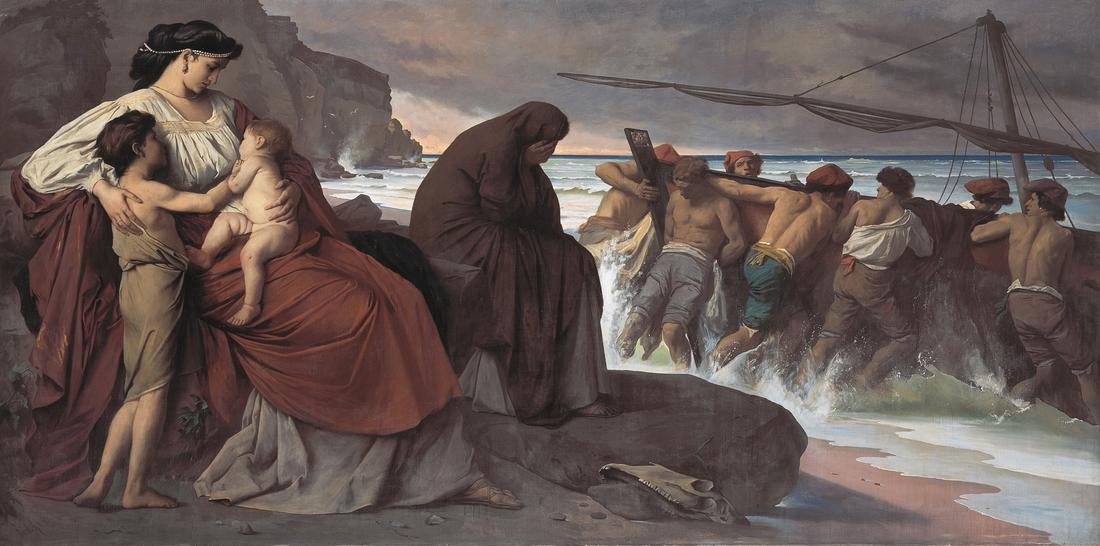
Abschied der Medea, Neue Pinakothek

Zwischen beiden entwickelte sich eine Liebesbeziehung, jedoch nicht mehr in der Leidenschaft, wie er sie „Nanna“ noch entgegenzubringen vermocht hatte. Als Brunaccis Ehemann Wind davon bekam, drohte er, ihr langes Haupthaar abzuschneiden. Ein anderes Mal biss er ihr in die Nase, so dass sie geschwollen war und die Wunde eine Narbe hinterließ. Feuerbach zeigte den Ehemann daraufhin bei der römischen Polizei an und verlangte, dass sein Modell gegen die Rohheiten ihres Ehemannes geschützt werde. Er habe mehrere Bilder in Arbeit, die verloren wären, wenn ihr etwas zustieße. Von der Anzeige verängstigt ließ Cesare Preti schließlich von weiteren Nachstellungen ab, so dass Brunacci mit ihrem Sohn Feuerbach täglich zwischen elf und zwei Uhr besuchen konnte und sie gemeinsam das Mittagessen einnehmen konnten. Bald unternahmen sie auch sonntägliche Ausflüge, etwa an die Via Appia Antica oder nach Anzio ans Meer, wo Feuerbach sie für das Bildmotiv Medea skizzierte.

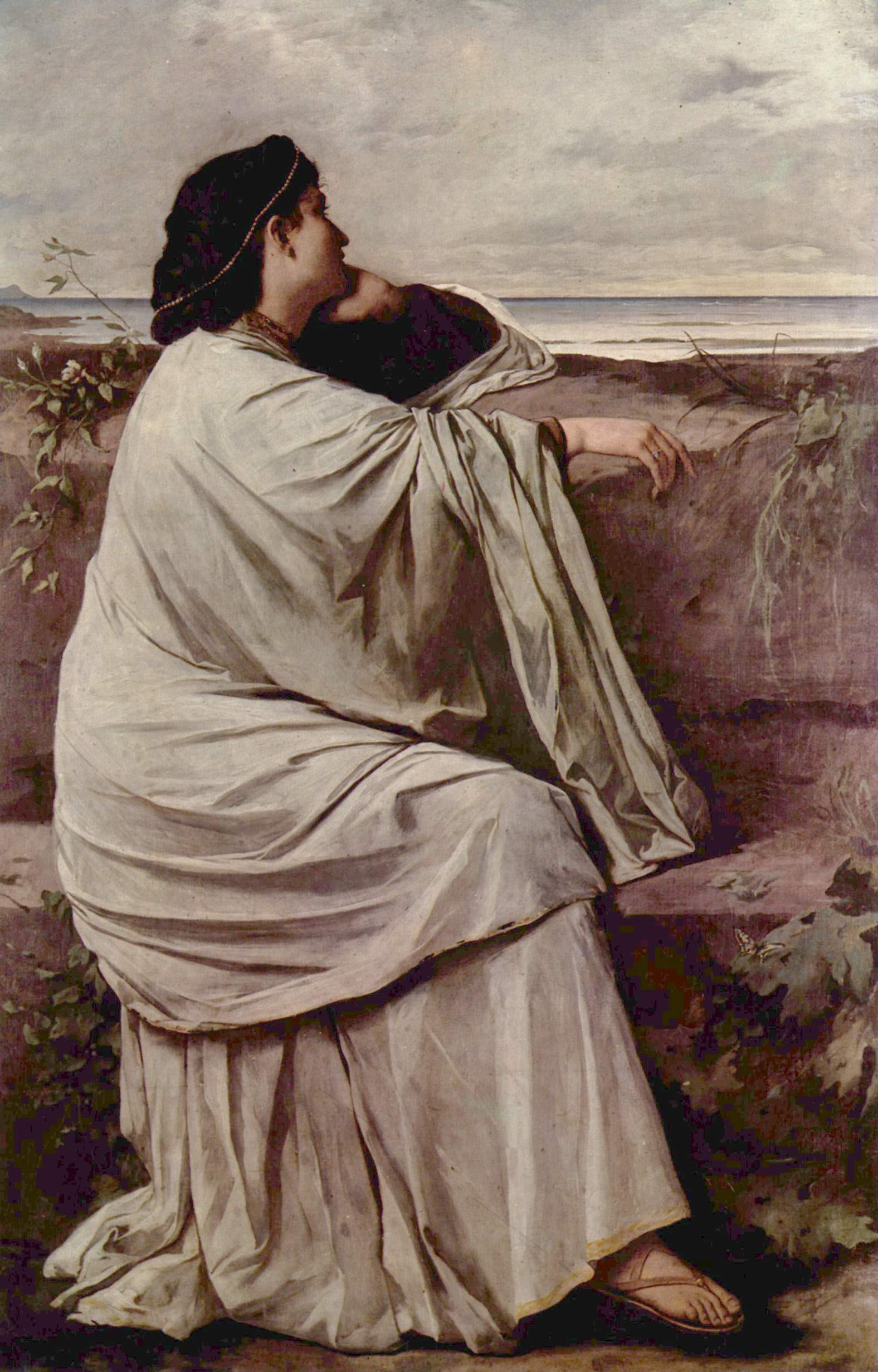
Iphigenie II, Staatsgalerie Stuttgart

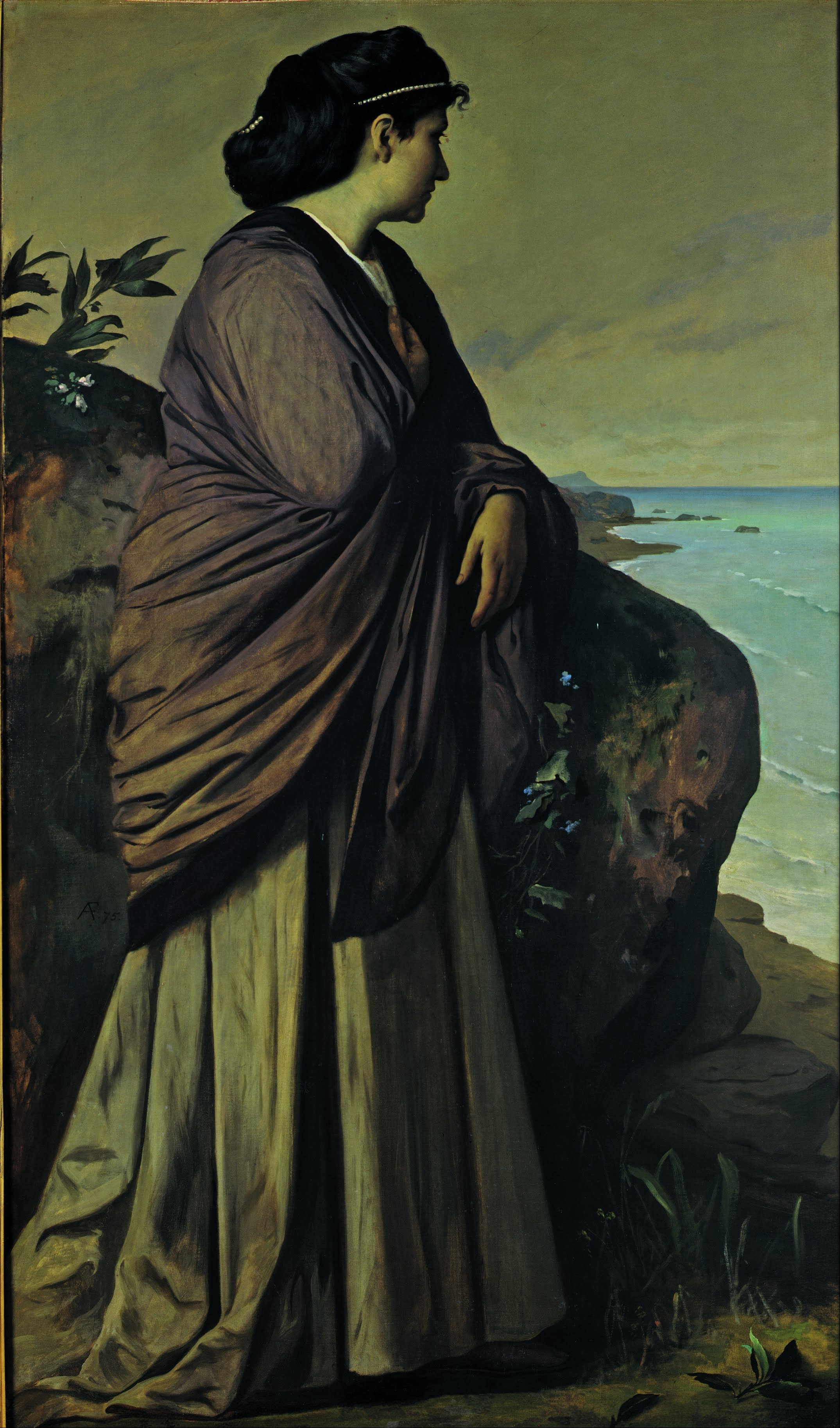
Iphigenie III, Museum Kunstpalast

Brunacci regte Feuerbach außerdem zu weiteren Fassungen seines Iphigenie-Motivs an. Im Dezember 1868 schrieb er seiner Stiefmutter Henriette: „Vorgestern abend habe ich Deine Iphigenie ganz vollendet. Ich wünsche nicht, daß sie in die Öffentlichkeit gelange, sondern uns bleibe. Das Bild ist von solcher holder Schwärmerei in seiner Einfachheit, daß man tagelang davor sitzen kann, so wie es mich selbst im Sessel gebannt hält.“ Ein anderes bekanntes Bildmotiv, zu dem ihm Brunacci in den Jahren 1867 bis 1873 Modell saß, war Die Amazonenschlacht.
Feuerbach kümmerte sich um die Bildung seiner Geliebten. So erklärte er ihr auf Ausflügen die Altertümer Roms und gab ihr Bücher zu lesen, etwa Walter Scotts Roman Die Braut von Lammermoor. Außerdem bedachte er sie reichlich mit Goldschmuck, den Brunacci allerdings ins Leihhaus trug, sobald sie finanzielle Probleme hatte. Sie hütete sein Atelier, wenn er verreist war, besonders in den Sommermonaten, in denen er seine Stiefmutter in Heidelberg besuchte.
1873 übersiedelte Feuerbach nach Wien, von deren Akademie der bildenden Künste er zum Professor berufen worden war. Seit dieser Zeit pendelte er zwischen Wien und Rom. 1876 reichte er nach einer Lungenentzündung und einer Nervenkrise in Wien seinen Abschied ein und zog nach Venedig. 1877 hielt er sich erneut eine Weile in Rom auf. Als im Herbst 1877 der Mietvertrag für das römische Atelier auslief und Feuerbach entschlossen war, Rom einstweilen zu verlassen, übergab er Brunacci seine wenigen Möbel, ein Öfchen, Bilder, Skizzen und auch eine große Kiste mit Briefen von der Mutter und seinen Freunden zur Verwahrung in deren Wohnung. Alle paar Wochen sandte er ihr Briefe, die Geld zu ihrer Unterstützung enthielten. Der zu Neujahr 1880 erwartete Brief blieb schließlich aus. Wenige Tage später wurde Brunacci auf der Straße von einem anderen Modell angesprochen, warum sie keine Trauerkleidung trage, wisse sie denn nicht, dass Feuerbach verstorben sei.
Feuerbachs Stiefmutter wechselte mit Brunacci nach dem plötzlichen Tode ihres Sohnes noch einige Briefe. Im Jahr 1881 sandte sie eine Dame zu ihr, um über den Rückkauf eines bei Brunacci verbliebenen Bildes zu unterhandeln. Danach verlieren sich ihre Spuren bis in die Zeit der Jahrhundertwende, als der deutsche Archäologe Paul Hartwig bei einem Streifzug in Rom zufällig auf Brunacci, „Feuerbachs Medea“, in ihren Fünfzigern traf. Damals wohnte sie nahe der römischen Stadtmauer im Obergeschoss eines Hauses der Vigna del Bufalo, die einst einem Adeligen aus der Familie del Bufalo gehört hatte. Die Eindrücke dieser Begegnung fasste er in einem 1904 veröffentlichten Buch zusammen.
In ihren Achtzigern erhielt sie schließlich noch Besuch von dem deutschen Kunsthistoriker Walter Bombe. In „äußerster Armut und Dürftigkeit“ wohnte sie in einem Mietshaus im Osten Roms, am Viale Regina Margherita 302, verlassen vom Ehemann. Ihr „guter Sohn“ Remo war erkrankt. Der Vermieter ihrer Wohnung war im Begriff, sie nach zwanzig Jahren hinauszusetzen. Einen Versuch, ihrem Leben mit Strychnin ein Ende zu setzen, wollte sie bereits unternommen haben. Über die Begegnung „erschüttert“ berichtete Bombe in den Zeitschriften Scherl’s Magazin und Die Kunst für Alle. Als dieser Bericht im Oktober 1931 bzw. im August 1932 erschien, war Brunacci bereits im Alter von 82 Jahren verstorben.